# Napoléon Aubin
Pour les articles homonymes, voir Aubin.
Napoléon Aubin, baptisé Aimé-Nicolas (né le 9 novembre 1812 à Chêne-Bougeries, mort le 12 juin 1890 à Montréal), est un journaliste, écrivain, éditeur, scientifique, musicien et lithographe québécois d'origine suisse. Il est à noter qu'au moment de sa naissance, Chêne-Bougeries est en territoire français.

## Biographie
Fils de Pierre Louis Charles Aubin et d'Elisabeth Escuyer. Peu de choses sont connues sur sa jeunesse, mais il est marqué par les idées progressistes à Genève. Il arrive à New York en 1829, aurait été un temps pasteur protestant à Biddeford Maine et part pour Montréal en janvier 1835. Vers la fin cette même année, il s'installe à Québec.
Entre 1835 et 1837, il travaille beaucoup et publie des articles, des poèmes et des nouvelles dans L'Ami du peuple, de l'ordre et des lois, Le Canadien, en plus de fonder Le Télégraphe et Le Fantasque.
Satiriste, il écrit en faveur des Patriotes dans la revue Le Fantasque qu'il avait fondée. Le 2 janvier 1839, il est arrêté et incarcéré à la prison de Québec. Il passe 53 jours en prison pour avoir publié dans Le Fantasque du 26 décembre 1838, les poèmes de Joseph-Guillaume Barthe, adressés aux prisonniers des Bermudes. 
En 1847, il publie le Manifeste adressé au peuple du Canada par le Comité constitutionnel de la réforme et du progrès, moment où ses idées convergent avec celles de Louis-Joseph Papineau. 
Nommé professeur de chimie à l’École de médecine de Québec en 1848, il poursuivit des expérimentations qui le menèrent à inventer, en 1853, un appareil à gaz pour l’éclairage qui fut adopté dans plusieurs villes du Canada et des États-Unis. 
Lors d'un voyage aux États-Unis, il rencontre le président Ulysses S. Grant alors qu'un éventuel rattachement du Canada aux États-Unis était en discussion.
Il est successivement rédacteur pour La Minerve, Le Canadien, L'Ami du peuple, de l'ordre et des lois et La Tribune. En 1865, il lance Les veillées du père Bonsens. Il s'établit à Montréal en 1866.
Il devient membre de l'Institut canadien de Montréal en 1869. Il sert à titre de consul honoraire de Suisse à Montréal de 1875 à sa mort en 1890. Calviniste, son éloge funèbre est prononcée par un pasteur presbytérien.

## Vie privée
Il épouse en 1841, Marie Luce Emilie voire Luce Amélie Sauvageau, une Canadienne.
Ils ont une fille, Eugénie, née vers 1853.
Sa biographie a été publiée par Jean-Paul Tremblay en 1972.

## Hommages
La fondation Aubin porte son nom, affiliée au Centre de recherche Stanley Bréhaut Ryerson.
La rue Napoléon-Aubin a été nommée en son honneur, en 2006, dans la ville de Québec.

## Musées et collections publiques
- Bibliothèque et archives Canada
- Musée de la civilisation
- Musée national des beaux-arts du Québec[2]